# Jixi (Heilongjiang)
Jixi (forenklet kinesisk: 鸡西; traditionel kinesisk: 雞西; pinyin: Jīxī; Wade-Giles: Chī-hsī) er by på præfekturniveau i provinsen Heilongjiang i det nordøstlige Kina. 
Jixi har et areal på 23.040 km² og omkring 1.96 millioner indbyggere (2002). Hovedbyen Jixi ligger 100 km vest for Khankasøen der med et areal på omkring 4.400 km² ligger ved grænsen til Rusland.

## Administrative enheder
Jixi bypræfektur har jurisdiktion over 6 distrikter (区 qū), 2 byamter (市 shì) og et amt (县 xiàn). 
| Kort           | Kort      | Kort     | Kort         | Kort                   | Kort        | Kort      |
| -------------- | --------- | -------- | ------------ | ---------------------- | ----------- | --------- |
| Kort over Jixi |           |          |              |                        |             |           |
| #              | Navn      | Hanzi    | Pinyin       | Befolkning (2003 est.) | Areal (km²) | Indb./km² |
| Distrikter     |           |          |              |                        |             |           |
| 1              | Jiguan    | 鸡冠区   | Jīguān Qū    | 330 000                | 144         | 2 292     |
| 2              | Hengshan  | 恒山区   | Héngshān Qū  | 180 000                | 587         | 307       |
| 3              | Didao     | 滴道区   | Dīdào Qū     | 120 000                | 515         | 233       |
| 4              | Lishu     | 梨树区   | Líshù Qū     | 90 000                 | 396         | 227       |
| 5              | Chengzihe | 城子河区 | Chéngzǐhé Qū | 150 000                | 181         | 829       |
| 6              | Mashan    | 麻山区   | Máshān Qū    | 40 000                 | 411         | 97        |
| 'Byamter       |           |          |              |                        |             |           |
| 7              | Hulin     | 虎林市   | Hǔlín Shì    | 300 000                | 9 329       | 32        |
| 8              | Mishan    | 密山市   | Mìshān Shì   | 430 000                | 7 724       | 56        |
| Amt            |           |          |              |                        |             |           |
| 9              | Jidong    | 鸡东县   | Jīdōng Xiàn  | 300 000                | 3 753       | 80        |

## Trafik
Kinas rigsvej 201 fører gennem området. Den begynder i Hegang i provinsen Heilongjiang og fører via blandt andet Mudanjiang og Dandong mod syd til Liaodonghalvøen og til Lüshunkou/Dalian.
45°18′6″N 130°57′57″Ø / 45.30167°N 130.96583°Ø